# A Lady in Paris
A Lady in Paris (Une estonienne à Paris) è un film del 2012 diretto da Ilmar Raag.
È stato presentato al Festival di Locarno del 2012.

## Trama
Anne vive in Estonia, dove accudisce la madre. Quando questa muore le viene proposto di diventare la badante di Frida, una ricca signora parigina. Anche se riluttante, accetta e parte. Frida è figlia di estoni ma vive a Parigi da quando aveva 10 anni e non ha mantenuto molti rapporti con la sua terra di origine o con i suoi connazionali emigrati in Francia. I rapporti tra le due donne non sono facili; anche se Anne si dimostra volenterosa nell'aiutare Frida, Madame non mostra di apprezzare i suoi sforzi, e, nonostante alcuni momenti di confidenza, continua a lamentarsi di lei. L'unico amico di Frida è Stéphane, un ex amante, molto più giovane di lei, al quale la donna ha donato il bar che era proprietà del marito.
Tutto il film è giocato sul confronto tra due solitudini: quella della vecchia signora padrona di sé da sempre, intelligente, ormai saggia, come sempre autoritaria e capricciosa - e la donna di mezza età provinciale, volonterosa, devota, noiosa. Ognuna delle due scopre di aver bisogno dell'altra, ormai.

## Distribuzione
Il film è uscito nelle sale francesi il 26 dicembre 2012, mentre in quelle italiane il 16 maggio 2013.